# Molnár Mariann (labdarúgó)
Molnár Mariann (Szolnok, 1976. augusztus 6. –) magyar bajnok labdarúgó, középpályás.

## Pályafutása
A Femina labdarúgója volt, ahol két bajnoki címet szerzett a csapattal. A 2000-es években a futsal bajnokságban szerepelt, a REAC és az Alba-Vesta csapataiban.

## Sikerei, díjai
- Magyar bajnokság
  - bajnok: 1995–96, 1996–97
  - 2.: 1994–95, 1999–00
  - 3.: 1997–98, 1998–99
- Magyar kupa
  - győztes: 1996
  - döntős:2000